# هارتسديل (إنديانا)
هارتسديل (بالإنجليزية: Hartsdale, Indiana)‏ هي بلدة أمريكية تقع في الولايات المتحدة في مقاطعة ليك (إنديانا). يقدر عدد سكانها 1.29 كم2 وترتفع عن سطح البحر 191 متر.